# جراح آرایشگر
با حمله مغولان به ایران، راه انتقال دارو از هند به اروپا محدود شد و راهای درمان غیر دارویی در این بخش از جهان توسعه یافت که یکی از آنها اعمال یداوی (manipulation) بود که در اروپا از آنها با عنوان جراح -آرایشگر (Barber surgeon)نام می‌بردند. این وضعیت به همراه جنگهای پیایی که بین سرزمینهای اسلامی و اروپا جریان داشت جراح آرایشگری را به یکی از متداولترین روشهای درمانی در اروپا در قرون وسطی تبدیل کرد. با توجه به نا کار آمدی پزشکی آن دوران به دلیل فقدان داروهای گیاهی کافی، مراقبت از سربازان در طول و بعد از جنگ به این افراد سپرده می‌شد. به سه دلیل در این دوره جراحی به ندرت توسط پزشکان انجام می‌شد اول اینکه فقدان داروهای آنتی‌بیوتیک احتمال عفونت پس از جراحی را افزایش می‌داد و مرگ بیمار از اعتبار پزشک در جامعه کم می‌کرد. دوم درآمد جراحی در آن زمان ناچیز بود، و سوم اینکه کار سختی محسوب می‌شد. درعوض آرایشگرانی که تعلیمات عمومی در حوزه پزشکی دیده بودند، با داشتن وسایل جراحی اقدام به این مداخلات می‌نمودند. در آن دوران به ایشان جراح می‌گفتند اما بعد از استقلال انجمن جراحان در سال ۱۸۰۰ از انجمن آرایشگران، پزشکان برای اینکه این گروه را تحقیر کند از واژه جراح - آرایشگر استفاده کردند.

## جراحی ترمیمی
اولین جراحی‌های ترمیمی در جهان توسط این گروه (barber surgeon) صورت گرفت. لئوناردو فیوراوانی یکی از پیشگامان این حوزه بود که جراحی ترمیمی بینی را معرفی کرد. البته تکنیکهای جراحی ترمیمی بینی پیش از او در یک قرن قبل توسط آنتونیو برانکا (Antonio Branca) ابداع شده بود اما او این تکنیکها را توسعه داد. در آن دوران جراح آرایشگران ایتالیایی پیشتاز این حوزه بودند. این احتمال وجود دارد که توانایی ایتالیایی‌ها در آن دوران در زمینه مجسمه‌سازی و درک مناسبی که از آناتومی داشتند در این زمینه به کارشان آمده بود. آنها ابداعات فراوانی در جراحی پلاستیک دست و دیگر اندامها انجام داده‌اند که روشهای آنها هنوز به کار گرفته می‌شود.

## جراحی در قرون وسطی
در کنار پزشکان که قلعه‌ها و ثروت مندان را برای حمایت انتخاب کرده بودند. جراحان صومعه‌ها را برای استقرار انتخاب نمودند. در سال ۱۰۰۰ میلادی قانونی در صومعه‌ها رواج داشت که هر راهبی می‌بایست که بالای سرش را بتراشد. این کار موجب شد که عملاً هر صومعه ای یک سلمانی مستقر در خود داشته باشد تا این کار را انجام دهد. روشهای درمانی ارزان و راهای مؤثر این گروه موجب شد که این طبقه مورد حمایت ساختارهای مذهبی آن دوران قرار گیرند. در این دوران اعمالی مانند آب مروارید، سزارین، جراحی فتق و.. و درمانهای عمومی مانند فصد، حجامت، بادکشو نیشتر زدن و زالو توسط این گروه انجام می‌شد.